# پونهام
پونهام (به انگلیسی: Pavenham) یک روستا و محله مدنی در بریتانیا است که در Bedford واقع شده‌است. پونهام ۷۱۲ نفر جمعیت دارد.